# وليام دويل
وليام دويل (بالإنجليزية: William Duell)‏ مواليد 30 أغسطس 1923 في كورينث، الولايات المتحدة - الوفاة 22 ديسمبر 2011 في مانهاتن، الولايات المتحدة، هو ممثل أمريكي بدأ مسيرته الفنية سنة 1961. امتدت مسيرته الفنية لأكثر من 50 عاما.

## الأعمال
- المحتال
- أحدهم طار فوق عش الوقواق
- الطائرة!
- كيف تخسرين رجلا في 10 أيام

## روابط خارجية
- وليام دويل على موقع IMDb (الإنجليزية)
- وليام دويل على موقع تيرنر كلاسيك موفيز (الإنجليزية)
- وليام دويل على موقع أول موفي (الإنجليزية)
- وليام دويل على موقع قاعدة بيانات برودواي على الإنترنت (الإنجليزية)
- وليام دويل على موقع قاعدة بيانات برودواي على الإنترنت (الإنجليزية)
- وليام دويل على موقع ديسكوغز (الإنجليزية)
- وليام دويل على موقع قاعدة بيانات الفيلم (الإنجليزية)